# Pablo de Muner
Pablo Daniel De Muner (Caseros, Argentina, 14 de abril de 1981) es un exfutbolista y actual entrenador argentino que jugaba como defensor. Actualmente dirige a las Águilas Doradas de la Categoría Primera A de Colombia.

## Carrera

### Como jugador
Nacido en Caseros, De Muner inició su carrera como futbolista en Argentinos Juniors en 2000.Sin embargo, en junio de 2007, fue liberado para acordar su transferencia al Racing de Santander antes de que el acuerdo fracasara.Finalmente, firmó un contrato con el Club Polideportivo Ejido de la Segunda División de España.
De cara a la temporada 2008-09, fue contratado por San Martín de Tucumán.Luego de dos temporadas, se marchó a Boca Unidos donde permaneció hasta enero de 2012.Unos meses más tarde, De Muner volvió a jugar en el exterior y representó las camisetas de Unión San Felipe, Oriente Petrolero y Sol de América.
A finales de 2014, inició su segunda etapa en San Martín de Tucumán.En julio de 2015, fue anunciado como refuerzo de Barracas Central donde permaneció hasta mediados del 2017.

### Como entrenador

#### Inicios
El 20 de agosto de 2017, De Muner inició su carrera siendo asistente técnico de José "Pepe" Romero en Independiente Rivadavia.En el mes de noviembre, asumió al frente del primer equipo.Sin embargo, en marzo de 2018, dejó su cargo luego de una serie de malos resultados.
En agosto de 2018, fue anunciado como entrenador de All Boys.El 2 de febrero de 2019, presentó su renuncia al cargo después de perder ante Fénix en condición de local.
A mitad del 2019, se hizo cargo de la reserva de Defensa y Justicia.Durante su estancia en el club argentino, asumió como entrenador interino en dos oportunidades entre 2020 y 2021.

#### San Martín de Tucumán
El 21 de abril de 2021, fue presentado como entrenador de San Martín de Tucumán.Luego de obtener el tercer puesto en la temporada 2021, en septiembre de 2022 presentó su renuncia al cargo después de quedarse sin posibilidades de clasificar al Reducido.

#### O'Higgins
El 25 de noviembre de 2022, el Club Deportivo O'Higgins de la Primera División de Chile confirmó su incorporación como el nuevo entrenador del primer equipo celeste.Tuvo su estreno el 20 de enero de 2023, en el Estadio Municipal de San Bernardo, superando 1-0 a Magallanes. En la fecha siguiente, O'Higgins consiguió una abultada goleada 5-1 sobre Colo-Colo -campeón vigente del torneo- en el Estadio El Teniente de Rancagua.En julio de 2023, dejó su cargo tras una derrota ante Ñublense que situaba al club a cuatro puntos del descenso.

#### Guaraní
En agosto de 2023, fue anunciado como entrenador de Guaraní.El 2 de diciembre de mismo año, presentó su renuncia después de sufrir una goleada ante Cerro Porteño en el cierre del Torneo Clausura 2023.

#### Melgar
El 6 de diciembre del 2023, fue oficializado como director técnico de Melgar de Perú, con quienes disputaría la Liga 1 y la Copa Libertadores desde la primera fase. Llegó ya habiendo comenzado la pretemporada, mientras que en enero jugaron una serie de amistosos en Argentina. Tuvo un mal comienzo de temporada, donde caerían eliminados por 2-1 en el marcador global ante Aurora de Bolivia en la Copa Libertadores. Por el torneo local pudo dirigir solo seis partidos, donde conseguirían dos victorias por la mínima y ambas ganando en el tiempo de descuento. Perderían otros tres partidos y empataría sin goles en la sexta fecha de visitante ante Comerciantes Unidos, lo que conllevaría a su despido al día siguiente, a pesar de su obstinación para quedarse en el equipo.Su paso por Melgar fue un fracaso por la eliminación temprana y sorpresiva en la Libertadores, sumado a la exigente pretemporada que tuvo con el equipo y que no se reflejó en sus partidos que dirigió, donde no llegó a tener un sistema de juego definido.

#### Defensa y Justicia
El 27 de agosto de 2024, fue confirmado como entrenador de Defensa y Justicia. El 2 de mayo de 2025, presentó su renuncia al cargo después de que el equipo quedara afuera de los play-offs del Torneo Apertura.

#### Águilas Doradas
El 24 de junio de 2025, asumió al frente de las Águilas Doradas.

## Clubes y estadísticas

### Como jugador
| Club                  | País      | Año       | PJ  | Goles |
| --------------------- | --------- | --------- | --- | ----- |
| Argentinos Juniors    | Argentina | 1999-2007 | 116 | 3     |
| Ejido                 | España    | 2007-2008 | 15  | 0     |
| San Martín de Tucumán | Argentina | 2008-2011 | 48  | 3     |
| Boca Unidos           | Argentina | 2011      | 8   | 1     |
| Deportivo Merlo       | Argentina | 2012      | 8   | 0     |
| Unión San Felipe      | Chile     | 2012      | 14  | 2     |
| Oriente Petrolero     | Bolivia   | 2013      | 31  | 3     |
| Sol de América        | Paraguay  | 2014      | 3   | 0     |
| San Martín de Tucumán | Argentina | 2014      | 10  | 2     |
| Barracas Central      | Argentina | 2015-2017 | 34  | 2     |

### Como entrenador
| Equipo                            | Div.                | Temporada           | Liga | Liga | Liga | Liga | Liga |    | Copa | Copa | Copa | Copa |   | Internacional | Internacional | Internacional | Internacional | Internacional |   | Otros | Otros | Otros | Otros |    | Totales     | Totales | Totales | Totales | Totales | Totales | Totales | Totales | Totales |
| Equipo                            | Div.                | Temporada           | PD   | G    | E    | P    | Pos. | PD | G    | E    | P    | PD   | G | E             | P             | Pos.          | PD            | G             | E | P     | PD    | G     | E     | P  | Rendimiento | GF      | GC      | Dif.    | Ptos.   |         |         |         |         |
| --------------------------------- | ------------------- | ------------------- | ---- | ---- | ---- | ---- | ---- | -- | ---- | ---- | ---- | ---- | - | ------------- | ------------- | ------------- | ------------- | ------------- | - | ----- | ----- | ----- | ----- | -- | ----------- | ------- | ------- | ------- | ------- | ------- | ------- | ------- | ------- |
| Independiente Rivadavia Argentina | 2.ª                 | 2017-18             | 16   | 6    | 6    | 4    | Inc. | -  | -    | -    | -    | -    | - | -             | -             | -             | -             | -             | - | -     | 16    | 6     | 6     | 4  | 50%         | 14      | 10      | +4      | 24      |         |         |         |         |
| Independiente Rivadavia Argentina | Total               | Total               | 16   | 6    | 6    | 4    | -    | -  | -    | -    | -    | -    | - | -             | -             | -             | -             | -             | - | -     | 16    | 6     | 6     | 4  | 50%         | 14      | 10      | +4      | 24      |         |         |         |         |
| All Boys Argentina                | 3.ª                 | 2018-19             | 21   | 8    | 5    | 8    | Inc. | -  | -    | -    | -    | -    | - | -             | -             | -             | -             | -             | - | -     | 21    | 8     | 5     | 8  | 46.04%      | 23      | 28      | -5      | 29      |         |         |         |         |
| All Boys Argentina                | Total               | Total               | 21   | 8    | 5    | 8    | -    | -  | -    | -    | -    | -    | - | -             | -             | -             | -             | -             | - | -     | 21    | 8     | 5     | 8  | 46.04%      | 23      | 28      | -5      | 29      |         |         |         |         |
| Defensa y Justicia Argentina      | 1.ª                 | 2019-20             | 1    | 1    | 0    | 0    | Int. | 1  | 1    | 0    | 0    | -    | - | -             | -             | -             | -             | -             | - | -     | 2     | 2     | 0     | 0  | 100%        | 7       | 3       | +4      | 6       |         |         |         |         |
| San Martín Tucumán Argentina      | 2.ª                 | 2021                | 26   | 14   | 9    | 3    | 4.º  | -  | -    | -    | -    | -    | - | -             | -             | -             | 2             | 1             | 0 | 1     | 28    | 15    | 9     | 4  | 64.28%      | 32      | 16      | +16     | 54      |         |         |         |         |
| San Martín Tucumán Argentina      | 2.ª                 | 2022                | 37   | 17   | 15   | 5    | 3.º  | 1  | 0    | 0    | 1    | -    | - | -             | -             | -             | 1             | 0             | 0 | 1     | 39    | 17    | 15    | 7  | 56.41%      | 45      | 29      | +16     | 66      |         |         |         |         |
| San Martín Tucumán Argentina      | Total               | Total               | 63   | 31   | 24   | 8    | -    | 1  | 0    | 0    | 1    | -    | - | -             | -             | -             | 3             | 1             | 0 | 2     | 67    | 32    | 24    | 11 | 59.7%       | 77      | 45      | +32     | 120     |         |         |         |         |
| O'Higgins · Chile                 | 1.ª                 | 2023                | 19   | 5    | 5    | 9    | Inc. | 3  | 2    | 1    | 0    | -    | - | -             | -             | -             | -             | -             | - | -     | 22    | 7     | 6     | 9  | 40.91%      | 24      | 25      | -1      | 27      |         |         |         |         |
| O'Higgins · Chile                 | Total               | Total               | 19   | 5    | 5    | 9    | -    | 3  | 2    | 1    | 0    | -    | - | -             | -             | -             | -             | -             | - | -     | 22    | 7     | 6     | 9  | 40.91%      | 24      | 25      | -1      | 27      |         |         |         |         |
| Guaraní Paraguay                  | 1.ª                 | 2023-C              | 14   | 6    | 4    | 4    | 4.º  | 4  | 2    | 1    | 1    | -    | - | -             | -             | -             | -             | -             | - | -     | 18    | 8     | 5     | 5  | 53.7%       | 16      | 17      | -1      | 29      |         |         |         |         |
| Guaraní Paraguay                  | Total               | Total               | 14   | 6    | 4    | 4    | -    | 4  | 2    | 1    | 1    | -    | - | -             | -             | -             | -             | -             | - | -     | 18    | 8     | 5     | 5  | 53.7%       | 16      | 17      | -1      | 29      |         |         |         |         |
| Melgar · Perú                     | 1.ª                 | 2024                | 6    | 2    | 1    | 3    | Inc. | -  | -    | -    | -    | 2    | 0 | 1             | 1             | 1.ªF          | -             | -             | - | -     | 8     | 2     | 2     | 4  | 33.33%      | 8       | 11      | -3      | 8       |         |         |         |         |
| Melgar · Perú                     | Total               | Total               | 6    | 2    | 1    | 3    | -    | -  | -    | -    | -    | 2    | 0 | 1             | 1             | -             | -             | -             | - | -     | 8     | 2     | 2     | 4  | 33.33%      | 8       | 11      | -3      | 8       |         |         |         |         |
| Defensa y Justicia Argentina      | 1.ª                 | 2024                | 15   | 6    | 6    | 3    | 21.º | -  | -    | -    | -    | -    | - | -             | -             | -             | -             | -             | - | -     | 15    | 6     | 6     | 3  | 53.33%      | 18      | 12      | +6      | 24      |         |         |         |         |
| Defensa y Justicia Argentina      | 1.ª                 | 2025-A              | 16   | 5    | 4    | 7    | 10.º | 1  | 1    | 0    | 0    | 3    | 0 | 2             | 1             | Inc.          | -             | -             | - | -     | 20    | 6     | 6     | 8  | 40%         | 22      | 26      | -4      | 24      |         |         |         |         |
| Defensa y Justicia Argentina      | Total               | Total               | 32   | 12   | 10   | 10   | -    | 2  | 2    | 0    | 0    | 3    | 0 | 2             | 1             | -             | -             | -             | - | -     | 37    | 14    | 12    | 11 | 48.65%      | 47      | 41      | +6      | 54      |         |         |         |         |
| Águilas Doradas · Colombia        | 1.ª                 | 2025-F              | 7    | 1    | 4    | 2    | -    | 0  | 0    | 0    | 0    | -    | - | -             | -             | -             | -             | -             | - | -     | 7     | 1     | 4     | 2  | 33.34%      | 8       | 8       | +0      | 7       |         |         |         |         |
| Águilas Doradas · Colombia        | Total               | Total               | 7    | 1    | 4    | 2    | -    | 0  | 0    | 0    | 0    | -    | - | -             | -             | -             | -             | -             | - | -     | 7     | 1     | 4     | 2  | 33.34%      | 8       | 8       | +0      | 7       |         |         |         |         |
| Total en su carrera               | Total en su carrera | Total en su carrera | 178  | 71   | 59   | 48   | -    | 10 | 6    | 2    | 2    | 5    | 0 | 3             | 2             | -             | 3             | 1             | 0 | 2     | 196   | 78    | 64    | 54 | 50.68%      | 217     | 185     | +32     | 294     |         |         |         |         |
| 1. 2. 3.                          |                     |                     |      |      |      |      |      |    |      |      |      |      |   |               |               |               |               |               |   |       |       |       |       |    |             |         |         |         |         |         |         |         |         |

#### Resumen estadístico
| Competición                   | Partidos | Ganados | Empatados | Perdidos | %      | Resultado                |
| ----------------------------- | -------- | ------- | --------- | -------- | ------ | ------------------------ |
| Primera B Metropolitana       | 21       | 8       | 5         | 8        | 46.04% | 7.º lugar                |
| Primera B Nacional            | 82       | 38      | 30        | 14       | 58.54% | 3.er lugar               |
| Primera División de Argentina | 32       | 12      | 10        | 10       | 47.92% | 10.º lugar               |
| Copa Argentina                | 2        | 1       | 0         | 1        | 50%    | Treintaidosavos de final |
| Copa de la Liga Profesional   | 1        | 1       | 0         | 0        | 100%   | Fase de grupos           |
| Primera División de Chile     | 19       | 5       | 5         | 9        | 35.09% | 12.º lugar               |
| Copa Chile                    | 3        | 2       | 1         | 0        | 77.78% | Cuartos de final         |
| Primera División de Paraguay  | 14       | 6       | 4         | 4        | 52.38% | 4.º lugar                |
| Copa Paraguay                 | 4        | 2       | 1         | 1        | 58.33% | 4.º lugar                |
| Liga 1                        | 6        | 2       | 1         | 3        | 38.89% | 11.º lugar               |
| Categoría Primera A           | 7        | 1       | 4         | 2        | 33.34% | En disputa               |
| Copa Colombia                 | 0        | 0       | 0         | 0        | 0%     | En disputa               |
| Copa Libertadores             | 2        | 0       | 1         | 1        | 16.67% | Primera fase             |
| Copa Sudamericana             | 3        | 0       | 2         | 1        | 22.22% | Fase de grupos           |
| TOTAL                         | 196      | 78      | 64        | 54       | 50.68% | Sin Títulos              |